# Saint-Saturnin, Marne

Saint-Saturnin este o comună în departamentul Marne, Franța. În 2009 avea o populație de 56 de locuitori.